# Jan Škopík
Jan Škopík (* 22. července 1945) je český politik, počátkem 21. století poslanec Poslanecké sněmovny za KDU-ČSL.

## Biografie
V roce 1996 se profesně uvádí jako technik. V roce 1997 se stal předsedou okresní organizace KDU-ČSL na Zlínsku. V roce 2001 se zmiňuje jako vedoucí Charitního domu v Otrokovicích u Zlína.
Ve volbách v roce 2002 byl zvolen do poslanecké sněmovny za KDU-ČSL, respektive za alianci US-DEU a KDU-ČSL pod názvem Koalice, (volební obvod Zlínský kraj). Byl členem sněmovního výboru pro obranu a bezpečnost. Ve sněmovně setrval do voleb v roce 2006.